# Powellinia matritensis
Powellinia matritensis là một loài bướm đêm trong họ Noctuidae.